# История Астраханской области
Мезолитические памятники XI—IX тысячелетий до нашей эры, найденные у станции Сероглазово Астраханской области дали название сероглазовской культуре (Каиршак V, Каиршак Vа, Кугат IV, Кулагайси, Каир-Шак 1, Каир-Шак III, Тентек-Сор, Же-Калган). Алексеевская керамика с грибовидными и желобчатыми венчиками найдена на стоянке Исекей в Северном Прикаспии.
Неолитические стоянки обнаружены в междуречье Волги и Урала, в Рынь-песках, в районе Досанга, Сероглазова, Караузека. Неолитической стоянка Качкар-стау (6730±80 л. н.) расположена в урочище Истай Красноярского района (левобережье Волги).
К эпохе раннего энеолита в Астраханской области относятся стоянки прикаспийской культуры — Кок-Мурун, Шошак III,Тау-Тюбе Западная, Караузек, Кошалак.
В среднем бронзовом веке (4300—3800 лет назад) катастрофическая аридизация климата привела к опустыниванию и палеоэкологическому кризису в степях Нижнего Поволжья. Во втором тысячелетии до н. э. произошло увлажнение климата. Этот палеоэкологический кризис оказал значительное влияние на экономику племён в позднем катакомбном и посткатакомбном времени, проявившуюся в их более высокой мобильности и в переходе к кочевому скотоводству. Посткатакомбная криволуцкая культурная группа финала средней бронзы Нижнего Поволжья получила название по могильникам в районе Кривой Луки Черноярского района.
В VIII—X веках территории входили в состав Хазарского каганата. Существуют предположения, что на территории современной Астраханской области была расположена столица Хазарского каганата Итиль, разрушенная князем Святославом в 965 году. Позже здесь расселились половцы, которых в первой половине XIII века сменили монголо-татары, позже здесь проживали татары Астраханского ханства и казахи. Как предположительное место расположения последней столицы Хазарского каганата рассматриваются поселение площадью около 150 га близ сёл Семибугры и Бараний Бугор в дельте Волги, а также Самосдельское городище.
Примерно в 130 км севернее современного города Астрахани в районе села Селитренного Харабалинского района находилась столица Золотой Орды Сарай-Бату. В 1261 году Сарай-Бату стал центром новообразованной Сарайской епархии Русской церкви. При хане Узбеке (правил в 1313—1341) столица Золотой Орды перенесена в Новый Сарай на реке Ахтубе вблизи нынешнего села Царев Ленинского района Волгоградской области.
На левом берегу реки Маячная в грунтовом могильнике «Маячный бугор II», являющимся некрополем Красноярского городища, обнаружено около 100 погребений, относящихся к эпохе Золотой Орды (XIII—XV вв.).

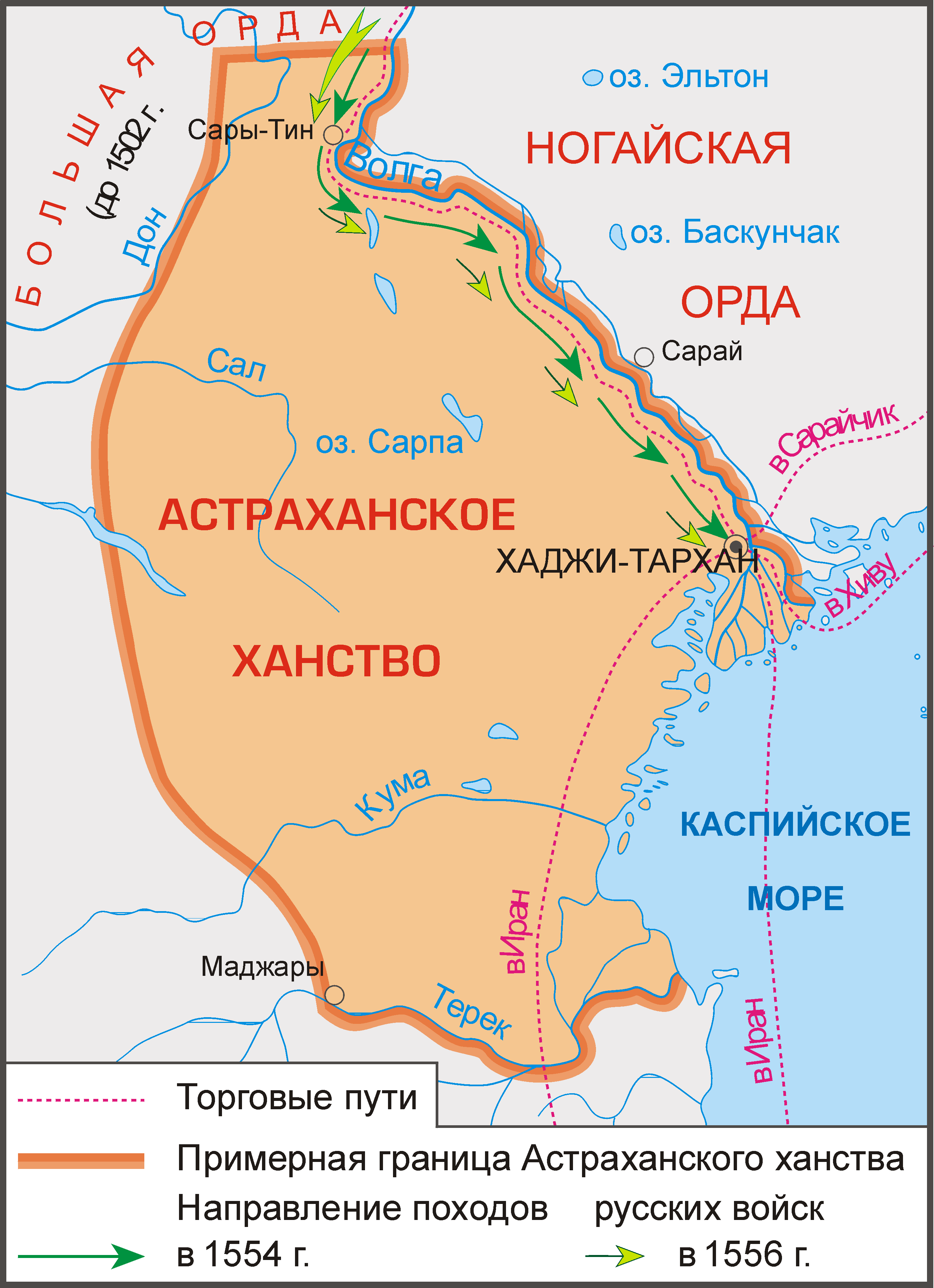
Астраханской ханство

Астраханское ханство со столицей в Хаджи-Тархане образовалось в 1459 году, когда его возглавил бывший хан Большой Орды Махмуд. На невольничий рынок в Астрахани привозились рабы из Крыма, Казани, Большой Орды, Ногайской Орды. В годы правления Касима между Астраханью и Московским княжеством установились торговые отношения. В частности, при Иване III из Москвы по рекам Москве, Оке и Волге ежегодно отправлялись в Астрахань корабли за солью. Полную самостоятельность Астраханское ханство получило в начале XVI века, после окончательного разгрома крымским татарами Большой Орды (1502 год). До этого правители Астрахани признавали зависимость от Большой Орды.
В 1556 году Астрахань была взята без боя отрядом воеводы Ивана Черемисинова и Астраханское ханство было присоединено к Русскому государству. Астраханский край являлся юго-восточным военным форпостом Русского государства, а Астрахань — городом укра́инным. В частности, в 1569 года турки безуспешно осаждали Астраханскую крепость. В 1597 году в Астрахани было завершено начатое в 1578 году строительство Спасо-Преображенского мужского монастыря. По свидетельству Антони Дженкинсона во второй половине XVI века в Астрахани строили остроносые круглодонные транспортные суда (бусы) грузоподъёмностью более 200 тонн.
В XVII веке в Астраханском крае шло развитие торговли, рыбного и соляного промыслов.
В середине XVII века на территории Астраханского края проходило восстание Степана Разина.

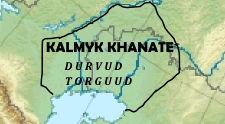
Калмыцкое ханство

В середине XVII века ойраты-торгуты окончательно утвердились на западе Великой Степи, частью подчинив себе, частью вытеснив кочевья Больших и Малых Ногаев в Крым и на Северный Кавказ. Затем сюда откочевали дербеты во главе с Далай-Батыром и влились в состав калмыков.
В 1705—1706 годах местные жители взбунтовались против политики Петра I (Астраханское восстание).
В 1722 году около устья протоки Кутум была построена верфь, получившая название Астраханского адмиралтейства. В 1730—1740 годах в Астраханской губернии начинается обработка шёлка и хлопка.
В 1750-х годах на волжские кочевья перешло большое количество дербетов из восточных джунгарских улусов после падения Джунгарского ханства.
Калмыцкое ханство после ухода в 1771 году в Джунгарию значительного числа улусов ослабло и было упразднено в октябре 1771 года по указу императрицы Екатерины II. Позднее император Павел I в 1800 году восстановил Калмыцкое ханство, однако в 1803 году при Александре I оно было вновь упразднено.
Указом от 15 ноября 1802 года Астраханская губерния была разделена на Астраханскую и Кавказскую. Тем не менее, отделение Астраханской губернии от Кавказа завершилось лишь 6 января 1832 года, когда был подписан соответствующий указ.
В 1917 году Букеевская орда (а также Синеморская волость и территории бывших казённых оброчных земель прилегающие к 1 и 2 Приморским округам, береговая полоса и волости Сафроновская, Ганюшкинская и Николаевская) была выделена в отдельную Букеевскую губернию (в 1918—1920 годах — Киргизская степь). 
10 марта 1919 года рабочие астраханских заводов «Вулкан», «Этна», «Кавказ и Меркурий» прекратили работы и начали мирный митинг, обсуждая своё тяжёлое материальное положение. Десятитысячный митинг был оцеплен пулеметчиками, матросами и гранатчиками. После отказа рабочих разойтись по ним открыли огонь. Командовал расстрелом член  Реввоенсовета К. А. Мехоношин.
В 1919 году Царёвский и Черноярский уезды отошли к Царицынской губернии. Область Волго-Каспийская Киргизия была образована Букреевской губернии 21 ноября 1919 года из Абубакировской и Семибугровской волостей Астраханского уезда и Архаровской, Джариковской, Синеморской, Тлендиевской волостей Красноярского уезда Астраханской губернии, населённых главным образом казахами.

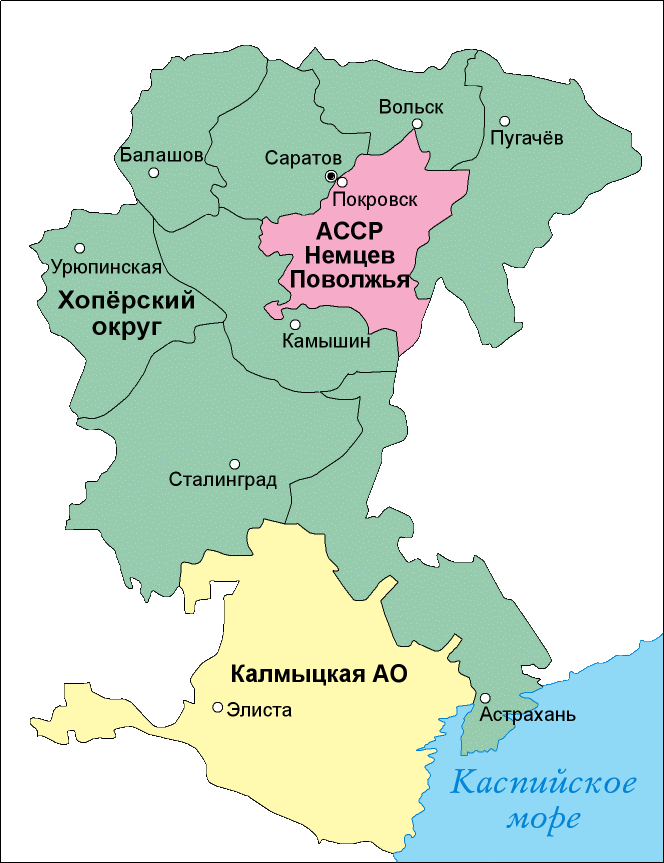
Астрахань, Астраханский округ и Калмыцкая АО в составе Нижне-Волжского края (1928)

В 1920 году год Калмыцкая степь стала частью Калмыцкой автономной области, а Букеевская губерния вошла в состав Киргизской АССР.
В итоге, в Астраханской губернии осталось 3 уезда: Астраханский, Енотаевский и Красноярский. В 1925 году уезды были упразднены, а вместо них образованы районы: Баскунчакский, Бирючекосинский, Болхунский, Енотаевский, Зацаревский, Икрянинский, Камызякский, Красноярский, Могойский, Никольский, Разночинский, Трусовский, Харабалинский.
В советское время территория современной Астраханской области включалась в Нижне-Волжскую область (1928 год), Нижне-Волжский край (1928—1934), Сталинградский край (1934—1936) и Сталинградскую область вплоть до 27 декабря 1943 года, когда Указом Президиума Верховного Совета СССР была создана Астраханская область (в её состав вошли часть районов упразднённой Калмыцкой АССР и Астраханский округ Сталинградской области).
28 декабря 1943 года калмыки были депортированы. Населённые пункты Приволжского улуса Калмыкии были переданы Астраханской области на основании Указа Президиума ВС СССР от 27.12.1943 года «О ликвидации Калмыцкой АССР и образовании Астраханской области в составе РСФСР».
В 1976 году было открыто Астраханское газоконденсатное месторождение. С 1985 года работает Астраханский газоперерабатывающий завод.
В 1980—1984 годах в рамках проекта Вега на территории Астраханской области произвели 15 подземных ядерных взрывов мощностью от 3,2 до 13,5 килотонн для создания резервуаров под нужды газового производства.